# Saint-Maximin (Oise)
Saint-Maximin è un comune francese di 2 653 abitanti situato nel dipartimento dell'Oise della regione dell'Alta Francia.

## Società

### Evoluzione demografica
Abitanti censiti